# Морган, Родри
Хивел Родри Морган (валл. Hywel Rhodri Morgan; 29 сентября 1939, Кардифф, Уэльс — 17 мая 2017) — британский валлийский политик, первый министр Уэльса (2000—2009), член Национальной ассамблеи Уэльса от округа Западный Кардифф.

## Политическая карьера

### Начало карьеры
До прихода в большую политику Родри Морган работал специалистом по промышленному развитию в Совете графства Южный Гламорган с 1974 по 1980 год. Затем он до 1987 года возглавлял офис Европейского союза в Уэльсе.

### Парламент Великобритании
В 1987 году Морган был избран членом Палаты общин от лейбористской партии по округу Западный Кардифф. С 1988 по 1994 годы он был представителем Теневого кабинета по вопросам окружающей среды. С 1997 по 1999 год Морган был председателем парламентской Специальной комиссии по вопросам государственного управления. Кроме того, он был «переднескамеечником» оппозиции по энергетическим (1988—1992) и уэльским вопросам (1992—1997). Морган потерял членство в парламенте после выборов 2001 года.

### Национальная ассамблея Уэльса

#### Ассамблея 1999—2003 годов
Будучи последовательным сторонником деволюции Уэльса, Родри Морган претендовал на звание лейбористского кандидата на пост Первого секретаря Ассамблеи Уэльса, однако первоначально уступил Рону Дэвису, государственному секретарю по Уэльским вопросам. Рон Дэвис вынужден был отказаться от права претендовать на этот пост после публичного скандала, и Морган вновь включился в борьбу. На этот раз ему оппонировал Алин Майкл, новый государственный секретарь по Уэльсу, который также был давним участником деволюционных процессов, но кроме того рассматривался как возможный кандидат на лидерство в лейбористской партии Великобритании.
Алин Майкл был избран руководителем правительства ассамблеи, но занимал этот пост чуть более года, будучи вынужден уйти в отставку ввиду неминуемого вотума недоверия со стороны своих соратников по партии, фракций ассамблеи и даже членов его кабинета. Тогда кандидатом на пост от лейбористов стал Морган, и он был выбран Первым секретарём в феврале 2000 года, 16 октября 2000 года став Первым министром Уэльса, когда должность была переименована. В июле 2000 года Родри Морган был введён в Тайный совет Великобритании.
Для политической линии Родри Моргана в данный период характерным является намеренное дистанцирование от ряда аспектов доктрины лейбористской партии Великобритании, в особенности от планов введения конкуренции в сектор коммунальных услуг и общественных служб, которые по его мнению не соответствуют состоянию и не будут работать эффективно в небольшом и более деревенском Уэльсе. В своей речи, произнесённой в ноябре 2002 года в «Национальном центре общественной политики» в Суонси, Морган обозначил своё несогласие с инициативой лейбористов по открытию «трастовых больниц».

#### Ассамблея 2003—2007 годов
Родри Морган вёл лейбористов на выборы в ассамблею 2003 года и добился результата, позволившего сформировать своё правительство (лейбористы получили 30 кресел из 60 возможных, а выбор их представителя — Давида Элис-Томаса на должность Председателя ассамблеи дал им решающий голос). Кабинет лейбористов был создан 9 мая, позволив отвоевать им у Plaid Cymru, всё потерянное в период непопулярности решений Алина Майкла в 1999 году.
Вторая администрация Моргана продолжала развивать политику «валлийские решения для валлийских проблем», противопоставив идеям кабинета Блэра по конкуренции в коммунальном секторе, валлийские лейбористы внедряли кооперацию среди поставщиков общественных услуг.

#### Ассамблея 2007—2011 годов
Лейбористы стали крупнейшей партией ассамблеи и на выборах 2007 года, однако не смогли набрать абсолютного большинства, получив лишь 26 кресел. Правительства меньшинства Моргана просуществовало месяц, а за тем произошло формирование исторической коалиции лейбористов и Plaid Cymru, утверждённого подписанием Родри Морганом и Иейаном Вин Джонсом, лидером «Партии Уэльса», соглашения «Единый Уэльс» 27 июня 2007 года.
На своё семидесятилетие 29 сентября 2009 года Родри Морган объявил о своём намерении сложит с себя полномочия первого министра Уэльса на предстоящей бюджетной сессии Национальной ассамблеи 8 декабря 2009 года. Генеральный советник Каруин Джонс, министр здравоохранения Эдвина Харт и член ассамблеи от округа Мертир-Тидвил и Римни — Хью Льюис включились в гонку за звание нового лидера валлийских лейбористов. В результате 1 декабря было объявлено, что новым главой уэльского отделения партии стал Каруин Джонс.

## Личная жизнь
Родри Морган родился в городе Кардифф, является сыном профессора Томаса Джона Моргана и братом историка Приса Моргана. Среднее образование Родри получил в «Грамматической школе Уитчёрч» в пригородном районе Кардиффа — Уитчёрч. Затем он получил степень PPE («Философия, политика и экономика») в колледже Святого Иоанна Оксфордского университета. Высшее образование было им продолжено в Гарвардском университете, где он получил степень магистра искусств.
В 1967 году Родри Морган женился на Джули Эдвардс, в настоящее время являющейся членом парламента Великобритании от округа Северный Кардифф. У пары Морганов трое детей: старшая дочь Мари, родившаяся в 1968 году занимается научной деятельностью, средняя — Шани, 1969 года рождения, работает в «Шелтер», благотворительном обществе, подыскивающем жильё для бездомных, и младший приёмный сын — Стюарт, который арестовывался за ряд незаконных действий, выпускник Университета Гламоргана.